# Вжесьненський шкільний бойкот

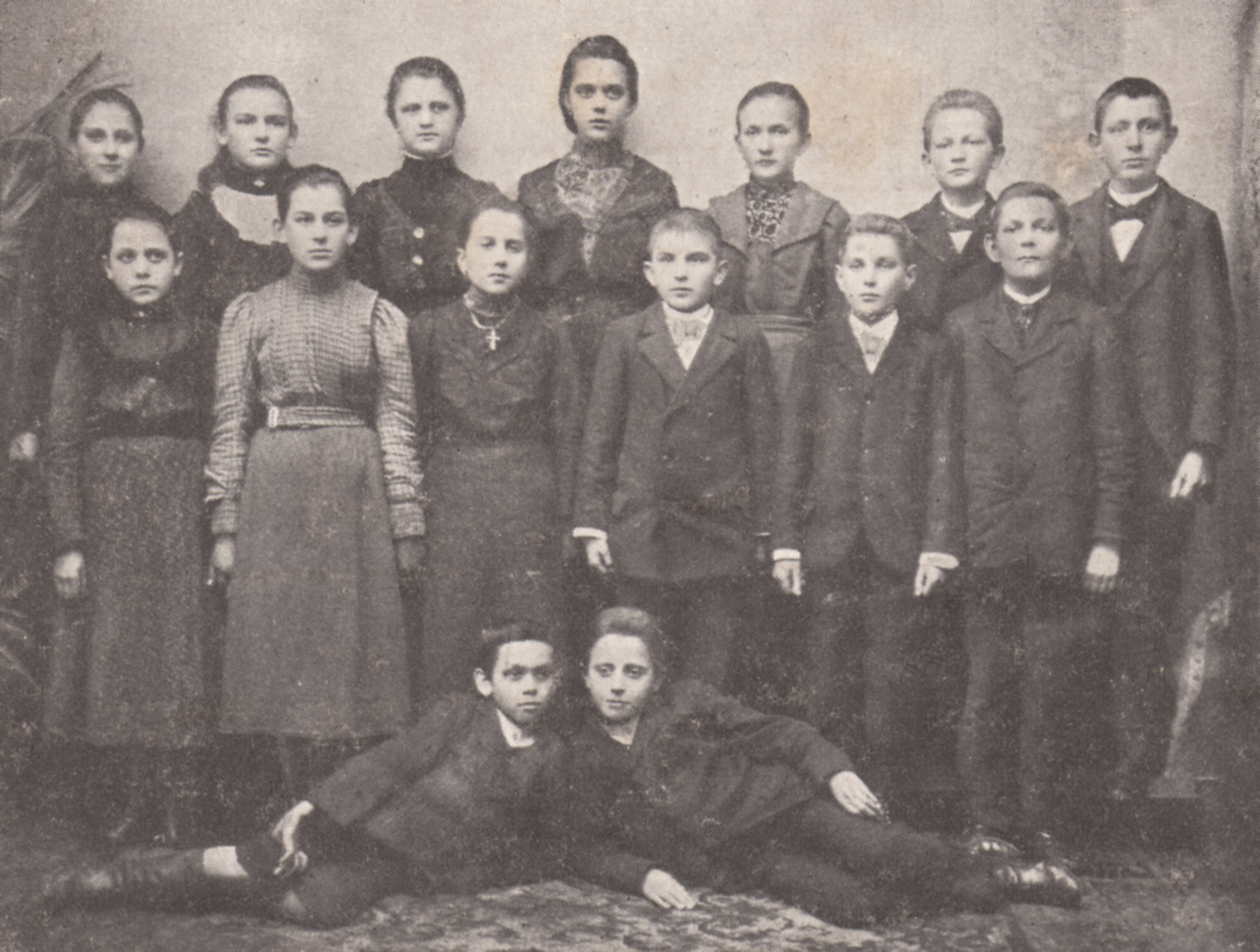
Діти школи Вжесни

Вжесьненський шкільний бойкот — протест польських дітей у місті Вжесьня (пол. Września) проти введення німецької мови на уроці релігії в старших класах міської католицької школи. Цей протест тривав з квітня 1901 по листопад 1902 років і досяг своєї кульмінації 20 та 21 травня 1901 року, коли в місті почалися заворушення. Особливість та історична значимість події полягає в тому, що це був перше подібний опір проти онімечуванням школи в польських районах Пруссії.

## Передісторія
Після трьох поділів Речі Посполитої в 1772, 1793 і 1795 роках Пруссія отримала дуже велику кількість польськомовних підданих. Під час об'єднання Німеччини в 1871 році з 24 млн жителів Пруссії 2,4 млн були поляками, що становило близько 10 % від загального числа. У масштабах всієї імперії з населенням 41 млн жителів поляки становили приблизно 6 % і багато хто з них жили саме в прусських провінціях Західна і Східна Пруссія, Сілезія і Познань. У цих провінціях проживало дуже багато німців, у деяких місцях більш 60 %, населення було досить змішаним.
Після великої гумбольдтовської реформи освіти в 20-х роках XIX століття прусські школи були розділені на два типи: початкові народні школи (Volksschule) і середні гімназії (Gymnasium). Навчання в них велося до 1860-х років рідною мовою школярів, тобто у німецьких дітей німецькою, а у польських — польською мовою. Це було закріплено цілим рядом розпоряджень уряду, в тому числі і наказ міністра культури від 24 травня 1842 р.. Згідно з цим указом, німецька мова була для польських школярів лише одним з навчальних предметів.

### Гімназії з 1842 року до утворення Імперії в 1871 році
В 1871 році в провінції Познань було 13 гімназій (3 католицьких, 5 євангелічних і 5 змішаних) та понад 2300 народних шкіл. Польські школярі ходили виключно в католицькі гімназії. Варто зауважити, що єврейські школярі без проблем ходили в християнські гімназії, де їх число було непропорційно великим.
Німецька мова викладання спочатку почала вводитися в католицьких гімназіях. Вищезгаданий наказ від 24 травня 1842 року визначив, що в старших класах всі уроки «за винятком релігії» повинні вестися німецькою мовою, тому поглиблювалося її вивчення у молодших класах. Подальші укази 1856 та 1860 років підтвердили таке становище. У 1863 році була закрита католицька гімназія в Тшемешно у зв'язку з участю учнів у польському січневому повстанні на території, що відійшла до Російської імперії. Ця гімназія була відкрита, лише завдяки заступництву Бісмарка, у 1872 році, на цей раз в Вонгровеці. В ній викладання в старших класах, за винятком релігії, велося німецькою.

### Народні школи в 1860-ті роки
Ситуація в народних школах змінилася у жовтні 1865 року, коли в них указом міністра освіти було запроваджено викладання усіх предметів німецькою мовою. Польська могла застосовуватися лише для роз'яснення незрозумілих виразів. В цей час знання німецької у школярів перебувало на примітивному рівні, що частково було пов'язано з величезним переповненням класів і браком вчителів. Так в провінції Познань у 1882 році 48 % класів складалося з 81-150 учнів. Один провінційний радник пише в своїй доповіді від 10 червня 1858 року:
 

### Уведення німецької мови після 1871 року
У жовтні 1872 року в гімназіях провінції Познань було введено викладання німецькою мовою тепер вже і уроків релігії. При цьому виникло протиріччя між церковним правом, яке говорило, що діти повинні отримувати релігійне виховання мовою їхніх батьків, і публічним правом.
У народних школах німецька стала мовою викладання всіх предметів, за винятком релігії і церковного співу, спершу у Верхній Сілезії (20.9.1872), потім в Західній та Східній Пруссії (24.7.1873), а також у Познані (27.10.1873). Польська ставала лише одним із навчальних предметів. Було сказано, що коли учні будуть достатньо розуміти німецьку, то її введуть і на уроці релігії. Згодом це зіграє важливу роль.
Наказом міністра культури від 7 вересня 1887 року уроки польської мови в школі скасували зовсім. Новим наказом від 11 квітня 1891 року дозволялось за спеціальним проханням проводити приватні уроки в приміщеннях школи. Однак ця ідея була відхилена вже в 1894 році, коли будь-які приватні уроки польської мови взагалі заборонили. Водночас, до шкільної програми увели вправи з основ польського письма і читання. Ці 1-2 годинні заняття призначалися тільки для тих учнів середніх і старших класів, які слухали урок релігії польською. Вийшла така прив'язка.

### Введення німецької на уроці релігії в народних школах
В липні 1900 року німецькою мовою почалось викладання уроків релігії також і в середніх та старших класах в місті Познань (така можливість передбачалася ще наказами 1873 року, але вона не виконувалася). У відповідь на цей факт 12 учнів відмовилися відповідати на уроці. Після Познані німецькомовне викладання вводилося поступово у всій провінції. Це означало, що разом з цим зникала можливість вивчити польську мову в школі взагалі. Це призвело до того, що знову пожвавилися приватні уроки, заборонені в 1894 році, і держава стала переслідувати вчителів грошовими штрафами і в'язницею.

## Вжесьненський шкільний бойкот 1901—1902 рр

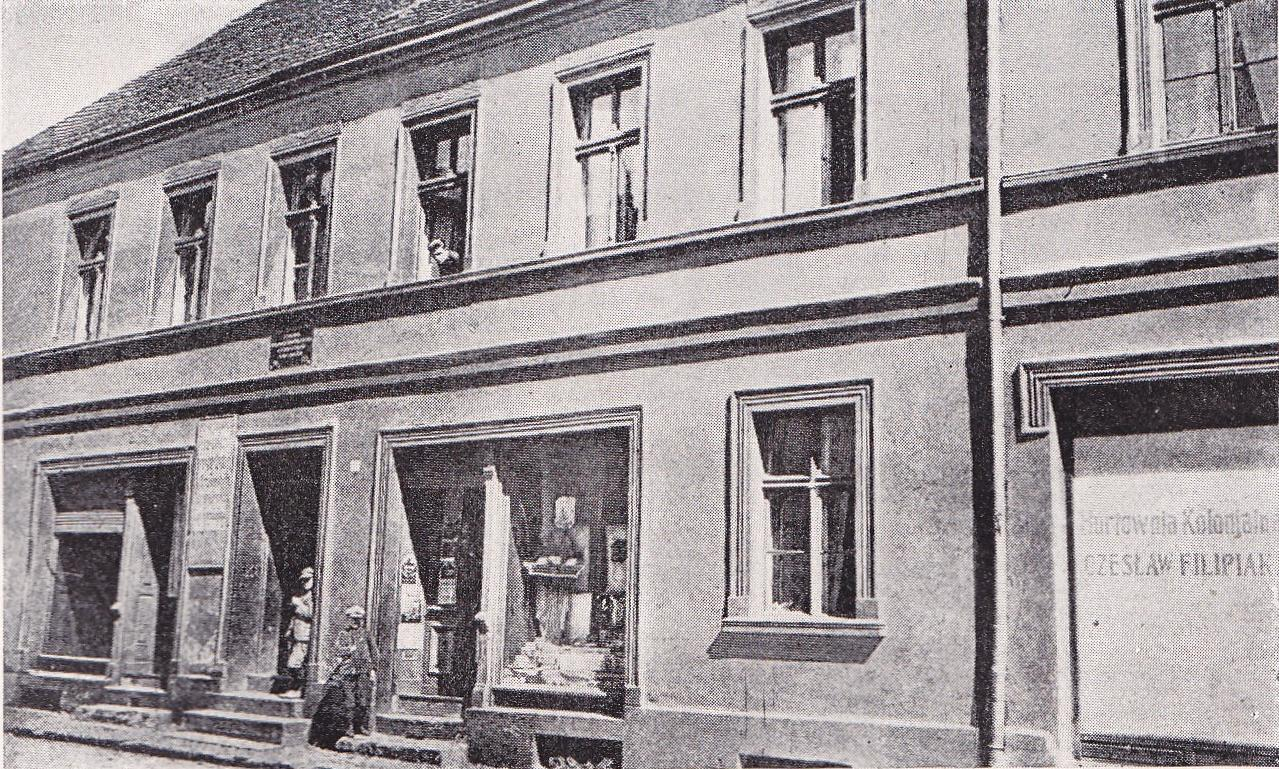
Будівля школи в Вжесьні

4 березня 1901 року було прийнято рішення з початку навчального року обов'язкове викладання уроків релігії німецькою мовою в старших класах народних шкіл у місті Вжесьня (німецька назва — Врешен). Це місто знаходиться за 20 км на схід від Познані. У 1901 році в ньому налічувалося 5536 жителів, з них 70 % — поляки. У місті було 4 школи: одна католицька з 9 вчителями і 641 учнем, одна євангельська з трьома вчителями, одна єврейська з одним класом і ще одна середня школа, в якій релігія вже викладалася німецькою мовою. Старші класи католицької школи, єдиної, де планували ввести німецькомовне викладання, включали 110 учнів у віці від 12 до 14 років.
До початку нового навчального року 11 квітня нововведення трималося в таємниці. У перші ж дні семестру дітям видали німецькі підручники для уроку релігії. Після різних розмов тільки двоє відмовилися брати їх додому, за що їх покарали 2 травня шістьма ударами палицею. Таке покарання було на той час повсюдно поширене в школах різних держав, не тільки в Пруссії. Наступного дня деякі батьки повернули підручники до школи, а 4 травня були покарані чотирма ударами палицею ще двоє учнів, тому що вони висміювали тих, хто прийняв німецькі підручники. До 16 травня було покарано ще 20 учнів за те, що вони відмовилися відповідати німецькою мовою на уроках. Деяких покарали трьома ударами по руці, деяких залишили після занять сидіти ще деякий час у школі. Але до середини травня це все були окремі випадки і про організований бойкот мови поки не велось.
20 травня, в понеділок, 26 учнів були залишені в школі після занять за те, що вони відмовилися читати німецькою. До 12 години деякі були відпущені, а залишилися 14. Вони отримали від двох до чотирьох ударів «палицею» (1,5 см в діаметрі і 60 см в довжину). В результаті з'явились синці та опухли руки. Коли учнів відпустили додому, до школи увірвався натовп з криками, лайкою та погрозами, але вже скоро протестувальники покинули приміщення. На вулиці йшла злива, тому весь протест тривав не більше години. Потім у місті знову зібралося кілька сотень агресивно налаштованих осіб, до 17 години вони розійшлися. Ніяких сутичок не було. Лише одному вчителю в будинку розбили скло каменем. Наступного дня люди знову зібралися, посварилися і розійшлися. Обер-президент провінції писав 3 липня: «Всі ці події здаються мені досить безневинними».
Після цього бойкот тривав і ще більше розрісся, за що дітей знову карали і залишали після школи на 1-2 години. Через рік, у квітні 1902 року, декілька десятків дітей залишили на другий рік. Але до листопада 1902 року вони припинили бойкот і їх перевели до наступного класу.
Крім цього знаменитого випадку були також невеликі бойкоти та демонстрації і в інших містах Мілославі, Ярачево та Гостині), в яких у квітні 1901 року також увели викладання німецькою мовою уроків релігії. Вжесьненський бойкот важливий тим, що він був першим опором онімечуванням школи.

### Гнезнеський суд
У 1901—1902 роках відбулося ряд процесів, пов'язаних з національною боротьбою. Суди відбулися в містах Познань, Торунь, Гостинь. На них учні, що протестували, були засуджені до тюремних ув'язненнь терміном до 4 місяців. Хоча, на процесі у Гостині всі обвинувачені були виправдані.
У середині листопада 1901 року в Гнєзно пройшли два процеси над учасниками подій у Вжесьні 20-21 травня, в той час як бойкот ще тривав. Обвинуваченими були 25 осіб (6 жінок, 18 чоловіків та 2 підлітка). Пункти звинувачення були наступні:
- насильницьке проникнення в будинок;
- примус чиновника до невиконання його службових дій (щоб дітей не били);
- заколот;
- непослух керівництву;
- підбурювання до вчинення кримінального злочину;
- образа;
- грубе хуліганство.

Суд вирішив винести показове рішення і наклав на звинувачених неадекватно тяжкі покарання, про які говорили, як про «стрілянину з гармати по горобцях»:
- одна жінка (Непомуцена Пясецка) отримала 2,5 роки тюремного ув'язнення;
- дві людини — 2 роки;
- один чоловік — 1 рік і три місяці;
- п'ять осіб — 1 рік;
- шість осіб — 9 місяців;
- дві людини — 6 місяців;
- решта від 1 до 4 місяців;
- четверо були виправдані.

### Наслідки
З цих подій польська патріотична преса підняла величезний галас про утиски поляків прусаками, так що в багатьох роботах навіть сучасних істориків вони спотворені. Польський фотограф зробив листівку із світлиною всіх 14 покараних 20 травня дітей і головною обвинуваченою (Непомуцена Пясецка, 41 рік), яка отримала термін у 2,5 роки, але втікла до австрійського тоді Львова разом з чоловіком і дітьми. Ця листівка швидко розійшлася по різних державах Європи. У той час взагалі було прийнято фотографувати страйкуючих на поштові листівки. У квітні 1902 року суд оштрафував цього фотографа (Симона Фурманека) на 200 марок і засудив його до 40 днів ув'язнення. Також відбулась демонстрація поляків проти прусаків в Галичині.
Крім нього була ще також оштрафована на 100 марок у вересні 1901 року відома соціал-демократка Роза Люксембург, якій тоді було 30 років, тому що вона у своїй брошурі «W obronie narodowości» звинувачувала міністра освіти у вихованні душевних інвалідів. В подальшому були оштрафовані ще кілька людей.
Відразу після гнезнеського суду в Познані утворився «Комітет допомоги засудженим», який став збирати грошові пожертви. До червня 1902 року до його каси надійшло 183 306 марок, з них більше 15 000 прибули з Америки, де в Чикаго була велика і міцна громада поляків. Грошей набрали так багато, що їх розподілили не тільки серед гнезнеських засуджених та їх сімей, але і багатьох інших, засуджених у подібних справах. Цікаво, що члени цього комітету теж були пізніше покарані, оскільки «допомагали злочинцям уникнути покарання».
Події у Вжесьне прославилися ще й тим, що знаменитий польський письменник Генрік Сенкевич (1846—1916) опублікував восени 1901 року в часописі «Czas» заклик до збору пожертвувань для засуджених, а письменниця Марія Конопницька (1842—1910) написала вірш «O Wrześni». Взагалі ж і на прусській, австрійській, польській та російській територіях піднявся величезний галас, демонстрації і безлад, пішли нові процеси. Про події писала преса всієї Європи і навіть Аргентини. Почався збір підписів на підтримку поляків.
Не стояли осторонь цих процесів і українців. у Галичині Зокрема, відомий український письменник та політичний діяч Іван Франко 5 січня 1902 року опублікував обширну статтю «Полаки на оба фронти або польська дволичність» у нюйоркській німецькій газеті «Зіннтаюс блатт дер Ню Йоркер Волксзеі». Він проаналізував «гнет поляків прусаками і пруським урядом», порівнюючи його «досадними
словами гнет, якого допускаються в подібний спосіб поляки над русинами в Галичині…»

## Загальний шкільна страйк 1906—1907 рр
Коли в 1906 році в 203 народних школах провінції Познань увели викладання релігії німецькою мовою, то в жовтні розпочався загальний шкільний страйк, в якому брало участь 46 886 учнів у 755 школах Познані та 14 290 учнів у 563 школах Західної Пруссії. Ця акція непокори тривала до кінця літніх канікул 1907 року. Уряд реагував на неї важкими грошовими штрафами, у деяких випадках місцеві інстанції навіть батьків позбавили батьківських прав за те, що вони вчили дітей непокори. Але ця крайня міра була незабаром визнана незаконною Верховним судом в Берліні і скасована.